# Desmoglein-3
Desmoglein-3‏ (Desmoglein 3) هوَ بروتين يُشَفر بواسطة جين Desmoglein-3 في الإنسان.